# Alexandru Wassilko de Serecki (politician)

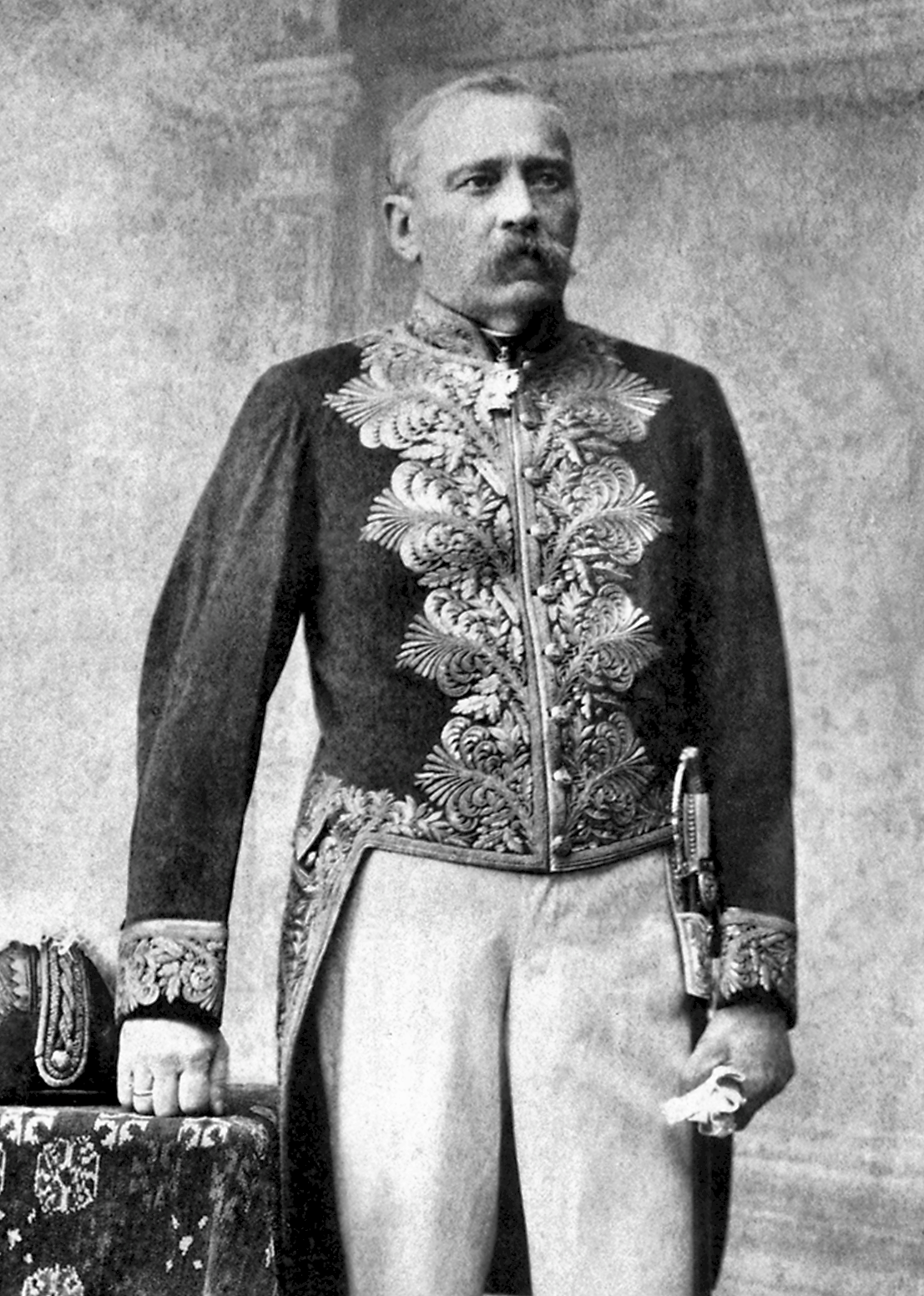
Baronul Alexandru Wassilko de Serecki

 Baronul Alexandru Wassilko de Serecki (germană Freiherr Alexander Wassilko von Serecki), scris de asemenea Vasilco-Serețchi, (n. 17 decembrie 1827, Berhomet pe Siret – d. 20 august 1893, Lăpușna), din Familia Wassilko de Serecki, a fost pe timpul Imperiului Austro-Ungar un politician și patriot român, membru al Camerei Superioare al Imperiului Austriac cu titlul „excelență”, adevărat consilier secret imperial și căpitan (mareșal) al Ducatului Bucovinei și pe mulți ani deputat în Dieta Bucovinei, care s-a angajat pentru drepturile românilor din Imperiul Habsburgic.

## Biografie
Fiul baronului Iordachi Wassilko de Serecki (1795–1861) și al Anei de Kalmucki (Calmuțchi) (1811–1896), a crescut la moșia tatălui său din Berhomet. A urmat cursurile liceului din Cernăuți, unde a luat bacalaureatul în 1846 cu distincțiune. După aceea a studiat Filosofia și Dreptul la Cernăuți și Lemberg (Liov). Din 1850 a lucrat ca avocat în Cernăuți și din 1859 a administrat moșiile tatălui său bolnav.

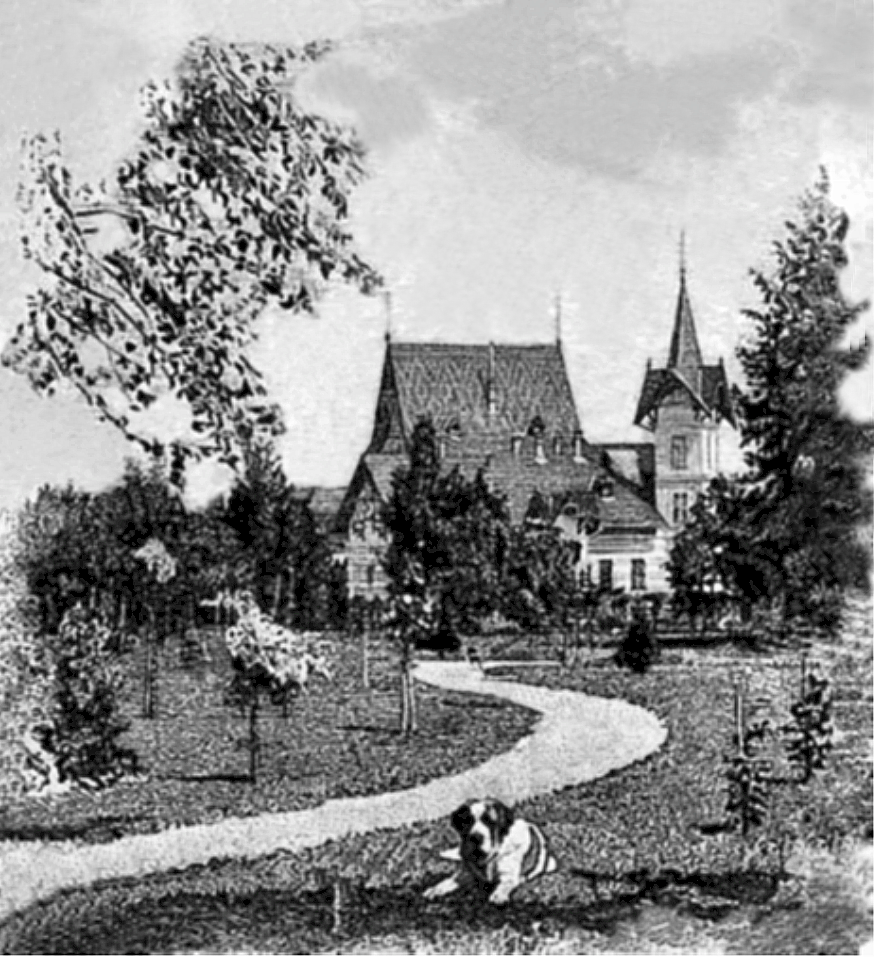
Castelul la Berhomet pe la 1900

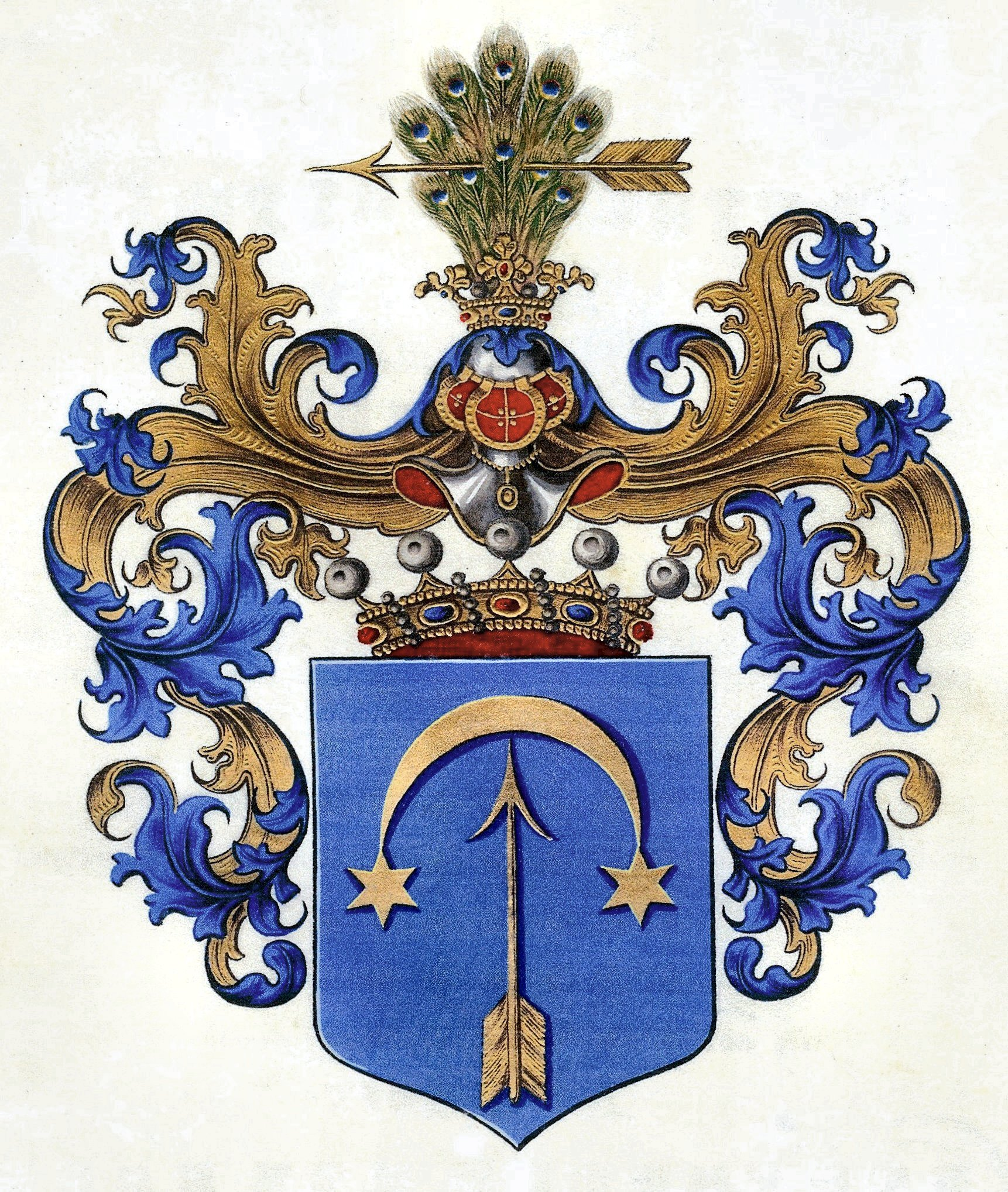
Stema baronilor Wassilko de Serecki

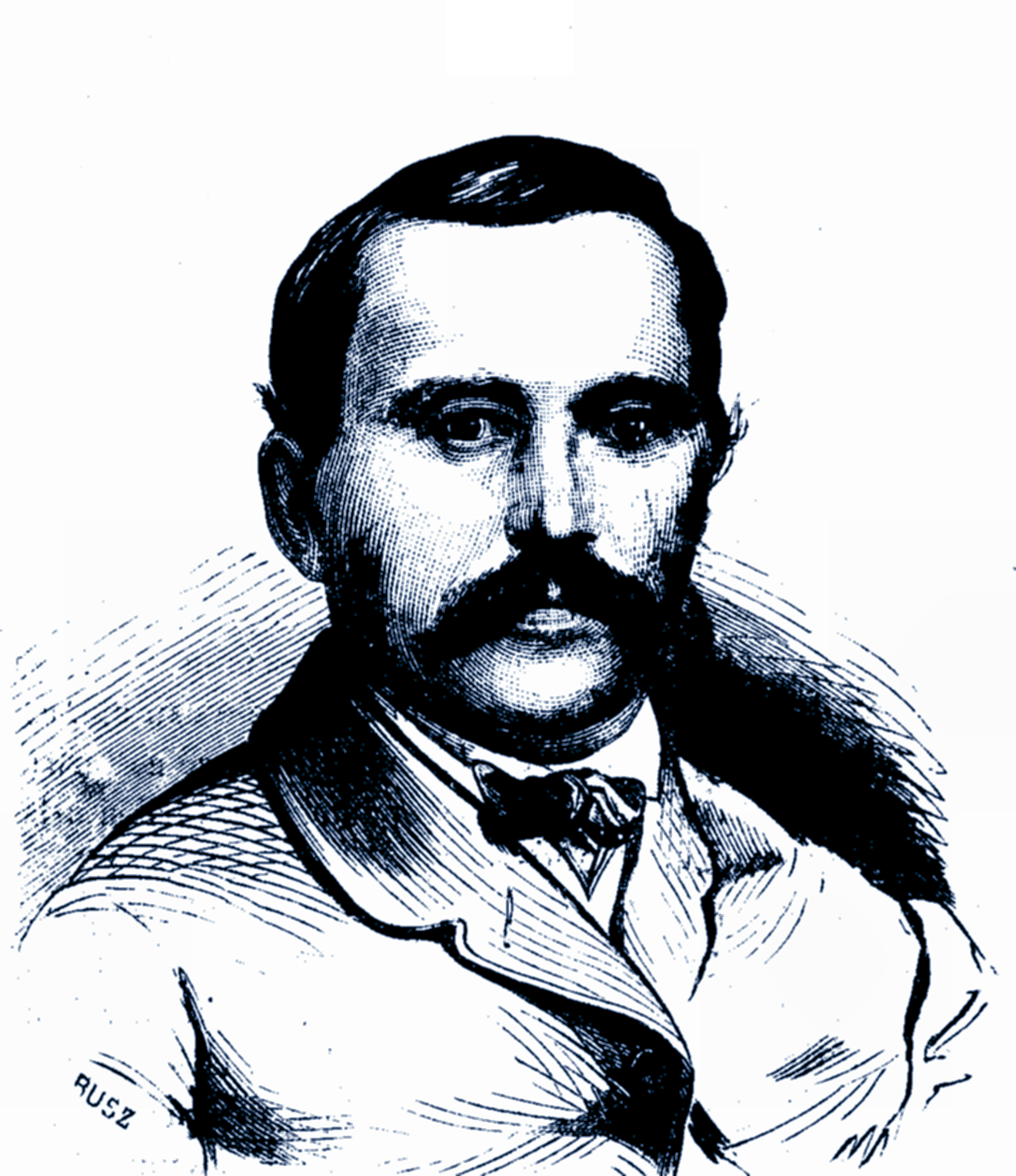
Baronul Alexandru Wassilko de Serecki pe la 1865

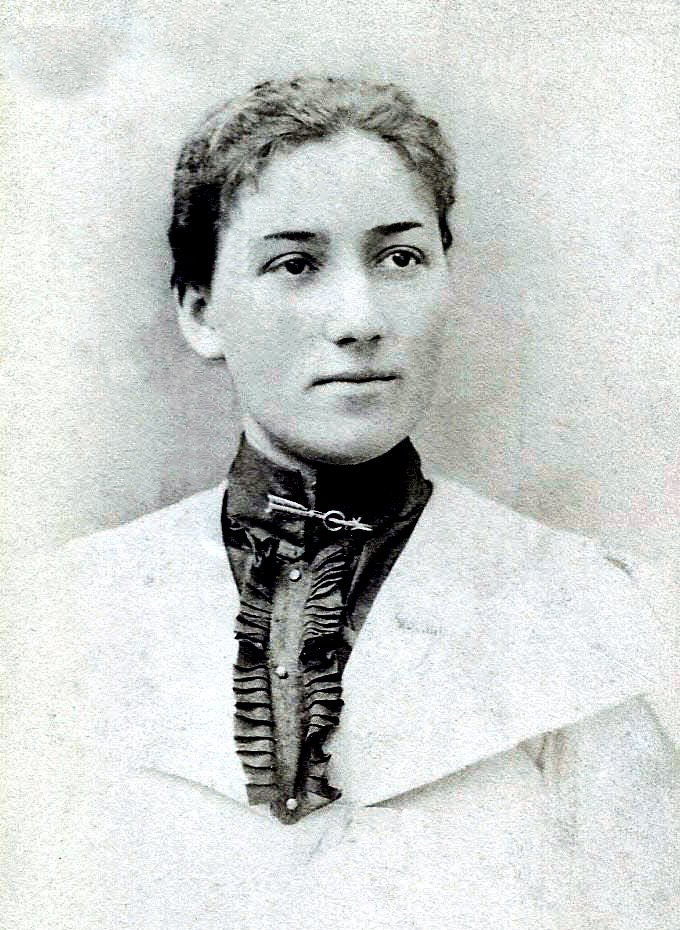
Ecaterina de Flondor

Alexandru, proprietar mare și membru al Partidului Conservator Autonomist Român din Bucovina, condus de Alexandru Petrino, a început cariera politică în 1862 ca deputat pentru moșierimea mare, de la 1870 pentru județul Vijnița în Dieta Bucovinei, unde a fost reales periodic de populația locală de români, huțuli și ruteni până la moartea sa.
1863 a fost cofondator, ulterior membru de onoare și susținător al societății românești Junimea.
La data de 24 februarie 1867 a preluat, ca și tatăl său înainte, mandatul în Camera Superioară (Herrenhaus), la care familia a avut dreptul, ca numai alte opt neamuri de baron. El a fost timp de 13 ani singurul reprezentant al Bucovinei acolo. Apoi a devenit și arhiepiscopul Silvestru Morariu Andrievici membru în acest organ.
În 1870 el a fost ales pentru prima dată în calitate de căpitan (mareșal) al Ducatului Bucovinei, cu sprijinul Guvernului federalist Potocki, care preluase puterea la Viena. În cuvântarea sa de inaugurare a sesiunii dietale declara, că va avea dea pururea în vedere, ca țării sale, Bucovina, și populației ei autohtone românești, să se asigure în Austria acea reputație, care i se cuvine după drept și istorie.
În dieta Bucovinei, deputații români au fost grupați în „Clubul național”, având ca președinte pe baronul Alexandru Wassilko, iar după moartea sa, în 1893, pe baronul Victor Stârcea. Ei acționau pe baza programului P.N.R.B. (Partidul Național Român din Bucovina), forțând folosirea limbii române în administrație, pe căile ferate, precum crearea unei Curți de Apel, unei Direcții feroviare și apărarea școlii românești. Prin legăturile sale cu curtea vieneză a izbutit, că din 1876, limba română a fost aprobată ca limbă de predare, la Liceul din Suceava. Câțiva ani mai târziu urma învățământul în limba română în clase speciale de la liceul din Cernăuți.
Prim-ministrul Austro-Ungariei, în calitate de șef al Ministerului de Interne, a acordat, la 15 octombrie 1883, în înțelegere cu ministerele de resort, printre alții, lui Alexandru baron Wassilko, Victor și fratelui său Eugen, baroni de Stârcea, Nicolae baron de Hurmuzaki, dr. Nicolae cavaler de Grigorcea, dr. Ioan cavaler de Zotta precum direcțiunii Fondului Religionar al Bucovinei, permiterea înființării unei societăți pe acțiuni (S. A.) sub numele de "Asociația de Petrol Bucovina" cu sediul în Cernăuți și a aprobat statutele acesteia.
A fost destinat din nou cu funcția căpitanului țării după victoria asupra lui Anton Kochanowski von Stawczan în 1884 și decorat cu înaltul Ordin Împărătesc al Coroanei de Fier de clasa a 2-a. În discursul său inaugural a cerut recunoașterea juridică a limbii române și rutene ca limbi oficiale. El a și apelat la parlamentari a acționa în unanimitate în susținerea autonomiei și independenței provinciale în cadrul ideii statului austriac.
Președintele țării, Anton Graf Pace von Friedenberg, a demisionat din cauza conflictului cu privire la utilizarea limbii române în primăvara anului 1892. În consecință, Alexander declarase, că în viitor el nu va mai fi disponibil ca mareșal al Bucovinei, dar a rămas până la alegerile din toamna anului 1892 în slujbă. A pledat în favoarea candidaturii prietenului său politic Ioan Lupul ca următor.
Alexandru a susținut extinderea rețelei de căi ferate, construcția de 57 km lungime între Hliboka și Berhometh, care a fost inaugurată pe 30 noiembrie 1886. El a folosit traseul în primul rînd pentru a transporta lemn din pădurile sale. În plus Wassilko a instituit companii pentru transportul lemnului și alte instalații industriale.
De asemenea baronul a finalizat construirea castelului familiei Wassilko la Berhomet și a cumpărat în 1886 imobilia în Herrengasse 38 din Cernăuți (azi Strada Olga Kobyleanska 34), care a fost numit "Wassilko-Palais". Alexandru a fost cu posesia de 28 000 de hectare cel mai mare moșier din Bucovina, dar și în tot imperiul austriac.
Baronul a deținut timp de decenii funcția de președinte al curții de jurați din Cernăuți. Până la moartea sa a fost și șeful curatorului de 20 de persoane al „Societății Antropologice” („Anthropologische Gesellschaft”) la Viena precum membru al „Academiei de Știință al Austriei” („Österreichische Akademie der Wissenschaften”) tot acolo.
Moartea sa neașteptată în anul 1893 a dus la o consternare profundă și adânc doliu în rândul locuitorilor cât și în toate fracțiunile politice, la prietenii dar și la adversarii lui. După numele său a fost redenumită "Wassilkogasse" (azi Strada Saksahanski), unde a crescut Paul Celan la nr. 5, în "Strada Alexandru Vasilco" pe timpul Cernăuțiului interbelic.

## Familia
Alexandru s-a căsătorit pe 16 iunie 1859 la Castelul Hlinița cu Ecaterina (1843-1920), fiica cavalerului Iordache de Flondor (1798-1868) și a Ecaterinei de Gaffenko (Gafencu) (1804-1849). Soții au avut patru fii, ulteriorii conți Wassilko de Serecki:
- Gheorghe conte Wassilko de Serecki, 1864-1940), politician, mareșal al Ducatului Bucovinei, apoi senator român,
- Ștefan conte Wassilko de Serecki (1869-1933), căpitan imperial austriac, apoi consilier ministerial în Ministeriul de Interne la Viena, scriitor de cărți de bridge,
- Alexandru conte Wassilko de Serecki (1871-1920), locotenent-colonel de cavalerie în armata imperială austriacă și viceprim în Biroul de Evidență de la Viena, apoi colonel al regimentului Roșiori la Bârlad,
- Victor conte Wassilko de Serecki (1872-1934), locotenent imperial de rezervă, exarh și arhidiacon al bisericii ortodoxe la Viena, apoi (1932-1934) duhovnic a tuturor spitalelor din Cernăuți.

## Galerie de imagini

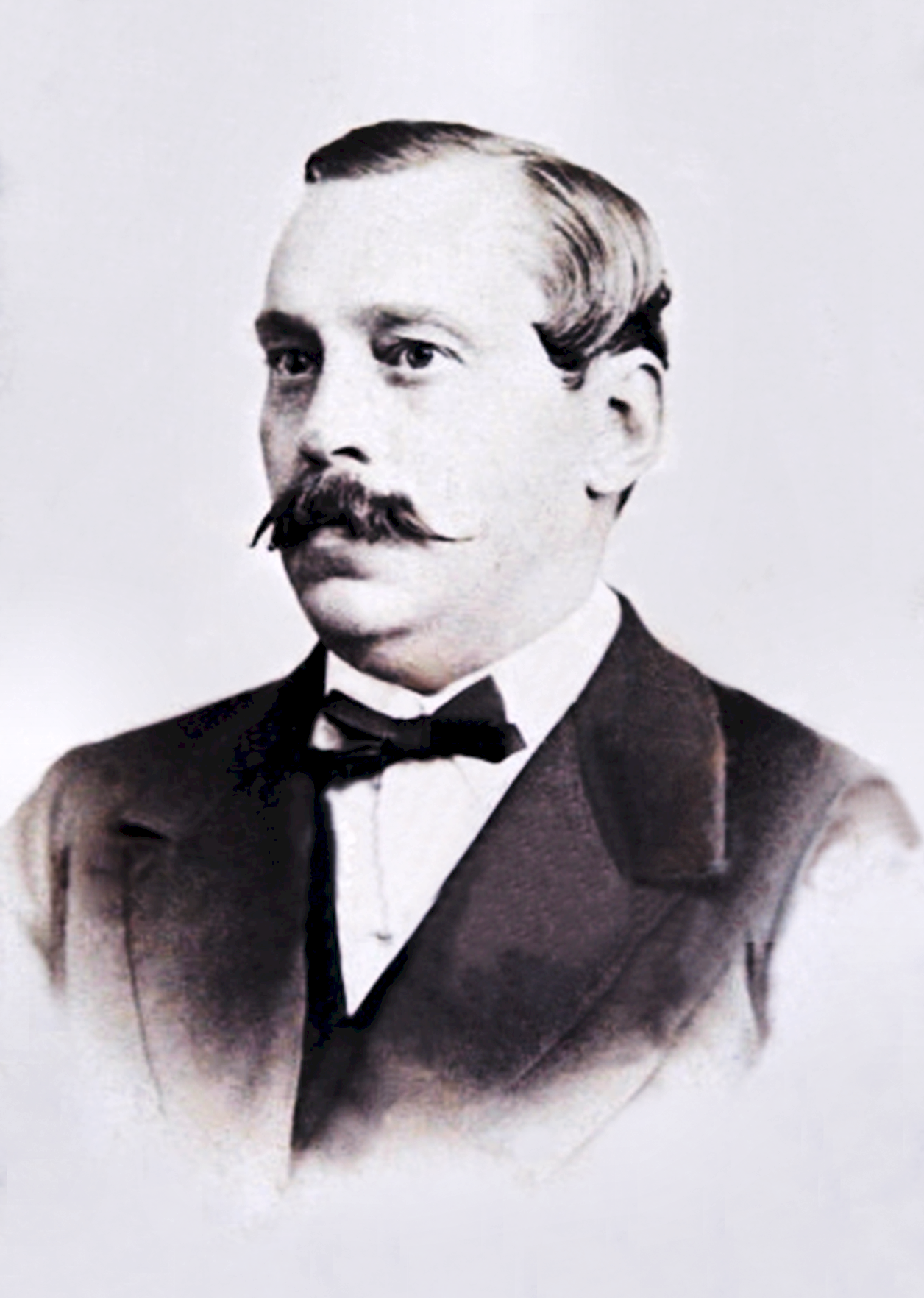
Baronul Alexandru Wassilko de Serecki după 1867
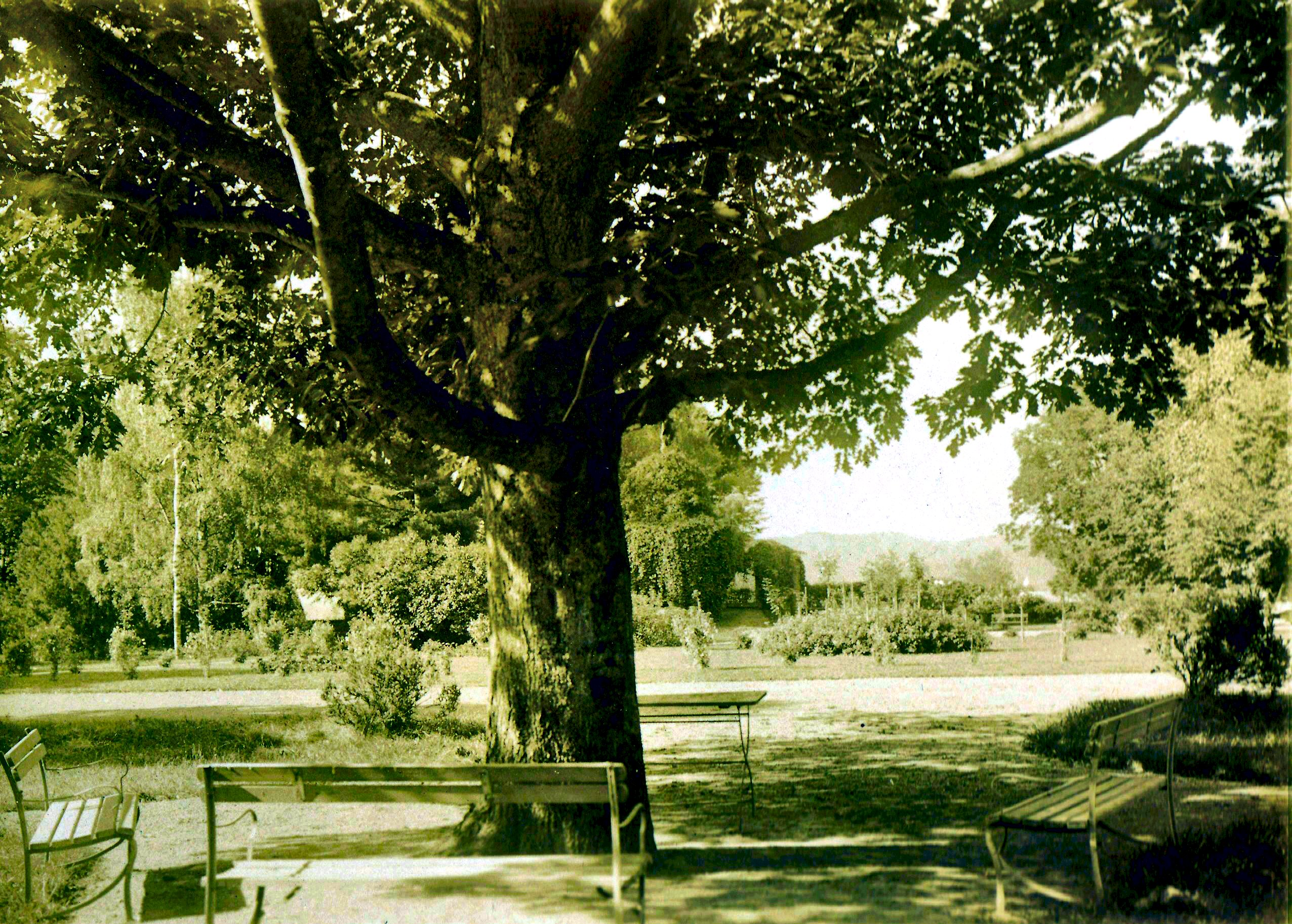
În parcul castelului
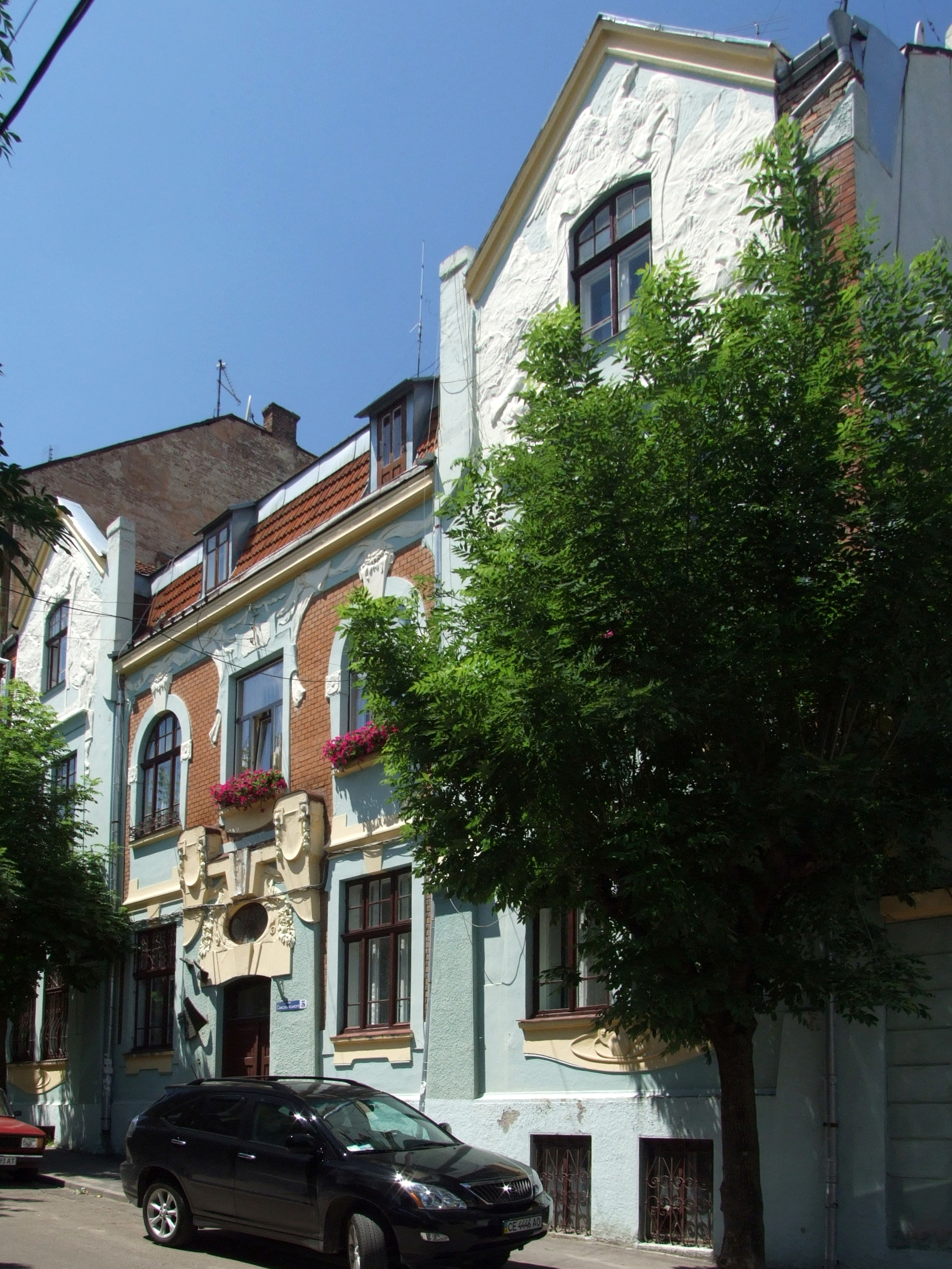
Strada Alexandru Vasilco No. 5 astăzi
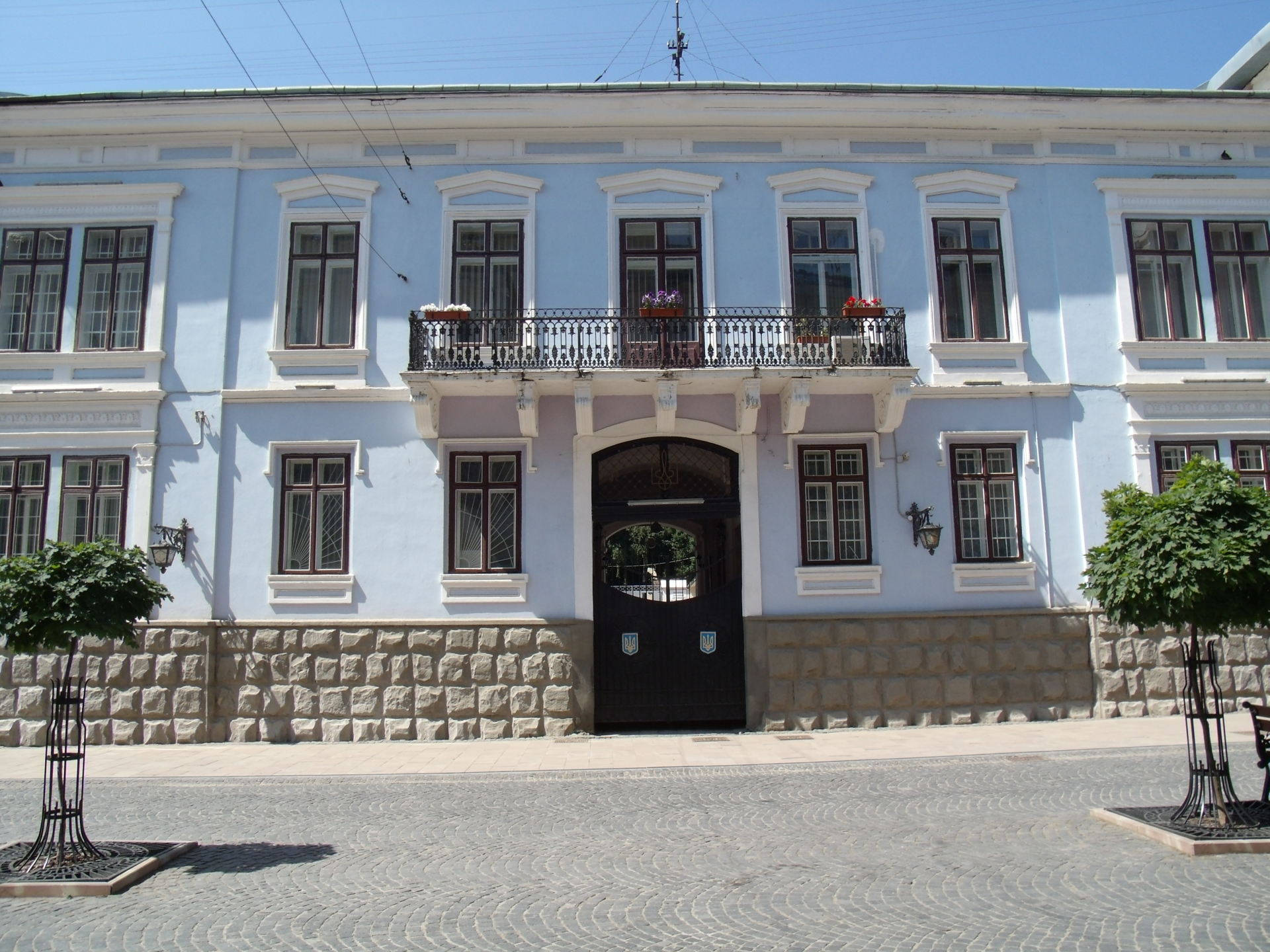
Palatul Wassilko în Cernăuți